# Tweede Kamerverkiezingen 2012/Kandidatenlijst/D66

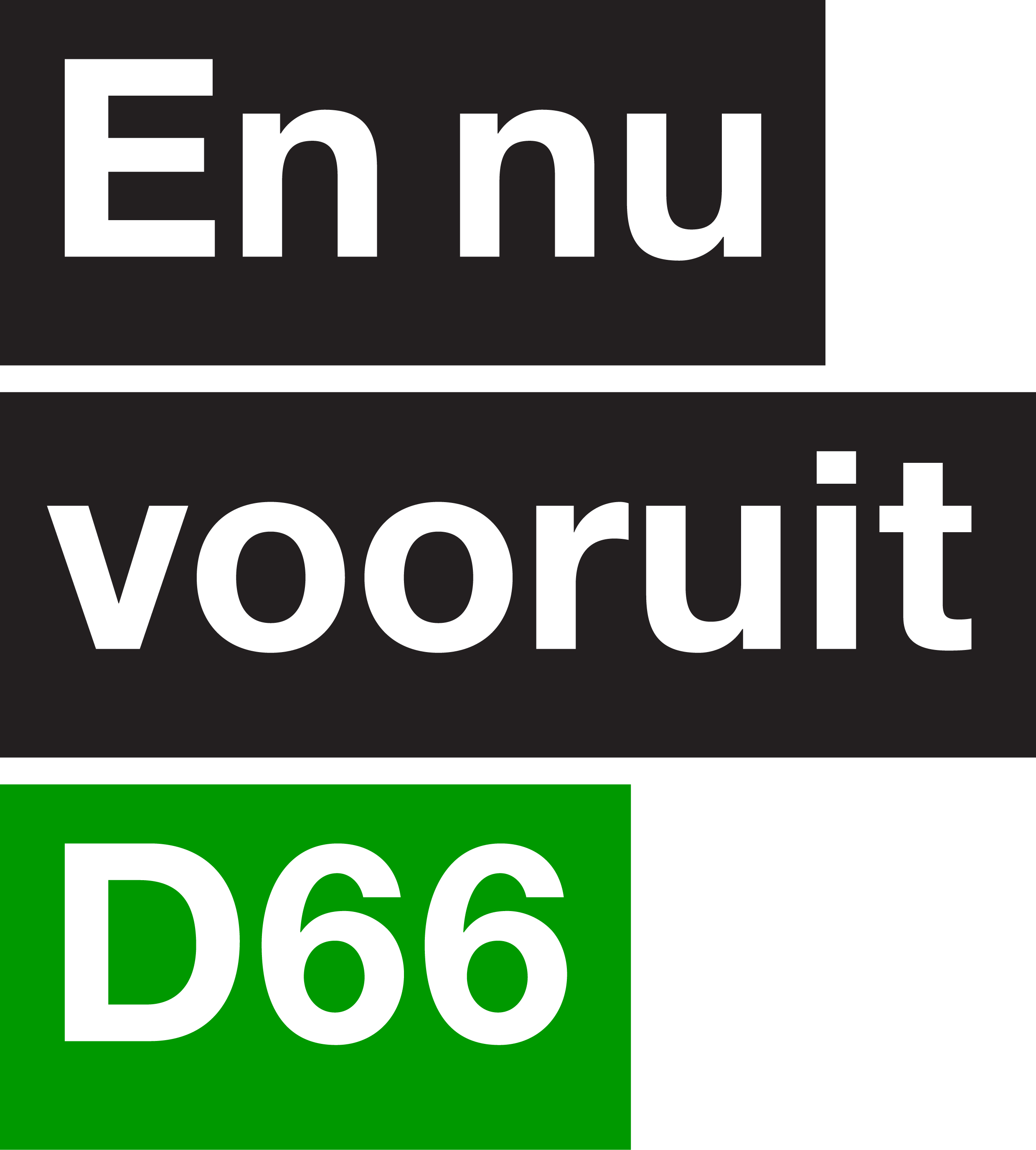
Campagneposter

Op 22 juni 2012 werd de conceptlijst voor de Tweede Kamerverkiezingen 2012 voor D66 bekendgemaakt. Op 6 juli 2012 werd de definitieve lijst bekendgemaakt. Pia Dijkstra wisselde met Magda Berndsen van plaats. Raoul Boucke, Patrick Sonneveldt en Robin Hartogh Heys van de Lier kwamen niet op de definitieve lijst Laurens Verspuij, Pieter de Groene en Linda Carton en  Rineke Gieske kwamen er wel op te staan. D66 behaalde 757.091 stemmen en kreeg daarmee 12 zetels in de kamer. De eerste twaalf op de lijst werden gekozen, Alexander Pechtold, Stientje van Veldhoven, Vera Bergkamp en Pia Dijkstra behaalden voldoende stemmen voor een voorkeurszetel.

## De lijst
- vet: verkozen
- cursief: voorkeurdrempel overschreden

1. Alexander Pechtold - 586.454
2. Stientje van Veldhoven - 71.170
3. Wouter Koolmees - 10.413
4. Kees Verhoeven - 3.594
5. Vera Bergkamp - 15.387
6. Gerard Schouw - 1.435 (afgetreden op 31 juli 2015)
7. Paul van Meenen - 1.802
8. Steven van Weyenberg - 989
9. Pia Dijkstra - 24.886
10. Magda Berndsen - 2.472 (afgetreden op 31 oktober 2015)
11. Sjoerd Sjoerdsma - 1.569
12. Wassila Hachchi - 4.737 (afgetreden op 20 januari 2016)
13. Fatma Koşer Kaya - 5.117 (geïnstalleerd op 19 augustus 2015)
14. Judith Swinkels - 2.151 (geïnstalleerd op 3 november 2015)
15. Salima Belhaj - 2.345 (geïnstalleerd op 26 januari 2016)
16. Maarten Groothuizen - 1.264
17. Michiel Verkoulen - 1.086
18. Femke Dingemans - 1.903
19. Ton Monasso - 510
20. Jacqueline Versteeg - 811
21. Paul de Beer - 890
22. Thessa van der Windt - 838
23. Bart Vink - 485
24. Gökhan Çoban - 1.625
25. Eelco Keij - 1.620
26. Guido Corten - 1.252
27. Frank van Oirschot - 214
28. Sina Salim - 377
29. Doede de Vries - 1.627
30. Anneke Groen - 478
31. Hélène Steenhoff - 243
32. Thomas Walder - 649
33. Bart van Grevenhof - 144
34. Pim de Kuijer - 172
35. Caecilia van Peski - 460
36. Sabine Verschoor - 455
37. Michiel Rijsberman - 236
38. Joost Koomen - 165
39. Bastiaan Winkel - 210
40. Dilia Leitner - 210
41. Robert van Asten - 256
42. Ellenus Venema - 358
43. Joris Visser - 193
44. Huub Halsema - 300
45. Gijs van Loef - 140
46. Kees de Zeeuw - 236
47. Laurens Verspuij - 162
48. Pieter de Groene - 160
49. Linda Carton - 474
50. Rineke Gieske - 2.367

1967 · 1971 · 1972 · 1977 · 1981 · 1982 · 1986 · 1989 · 1994 · 1998 · 2002 · 2003 · 2006 · 2010 · 2012 · 2017 · 2021 · 2023
VVD · PvdA · PVV · CDA · SP · D66 · GroenLinks · ChristenUnie · SGP · Partij voor de Dieren · Piratenpartij · MenS · Nederland Lokaal · Libertarische Partij · DPK · 50PLUS · LibDem · Anti Europa Partij · SOPN · PvdT · Politieke Partij NXD